# Papiermuseum Düren

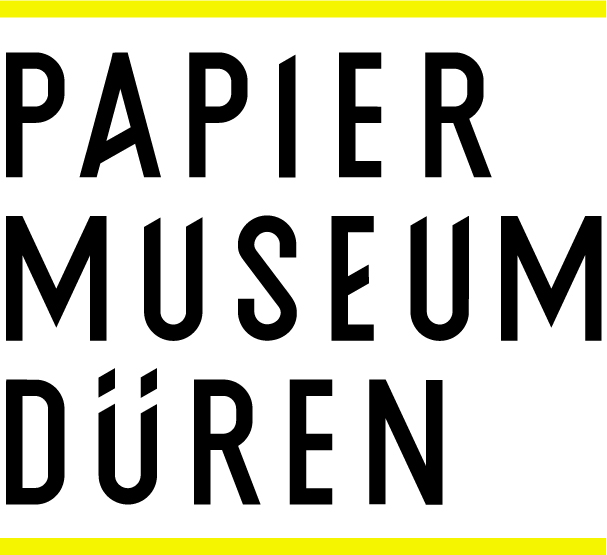
Logo seit 2018

Das Papiermuseum Düren ist eines von sieben Museen in Deutschland, die Papier zum Thema haben oder eine Abteilung zum Thema Papier besitzen. Das Museum befindet sich in der Kreisstadt Düren, Nordrhein-Westfalen. Träger des Museums ist die Stadt Düren. Es ist dem Leopold-Hoesch-Museum (Kunstmuseum) angegliedert.

## Geschichte
Die Papierherstellung ist in Düren ununterbrochen von 1576 bis heute nachweisbar. Alle Papiermühlen und -fabriken (im Laufe der Zeit waren dies 68) siedelten sich entlang der Rur an, deren weiches Wasser für die Herstellung besonders wichtig war. Düren war bis in die 1970er Jahre die Stadt des Papiers in Deutschland. In der Region konzentrierten sich ebenfalls Zulieferbetriebe für Filztuch, Siebtuch und Maschinen sowie Verarbeiter und Veredler von Papier.
Die Papierindustrie der Region beteiligte sich 1981 an der Ausstellung Das Papier – Geschichte – Herstellung – künstlerische Gestaltung im Leopold-Hoesch-Museum, und Künstler aus vielen Ländern nahmen teil. Aus dieser Initiative der Museumsdirektorin Dorothea Eimert konstituierte sich 1984 der Förderverein Düren, Jülich, Euskirchener Papiergeschichte (Vorsitzender: Fabrikant Heinrich August Schoeller von der Papierfabrik Schoellershammer) mit dem Ziel, in Düren ein Papiermuseum zu gründen, wie dies bereits 1939 begonnen worden war, aber 1944 zerstört wurde. Zudem entwickelte sich aus dieser ersten Papierausstellung 1981 ab 1986 die Internationale Biennale der Papierkunst – PaperArt.

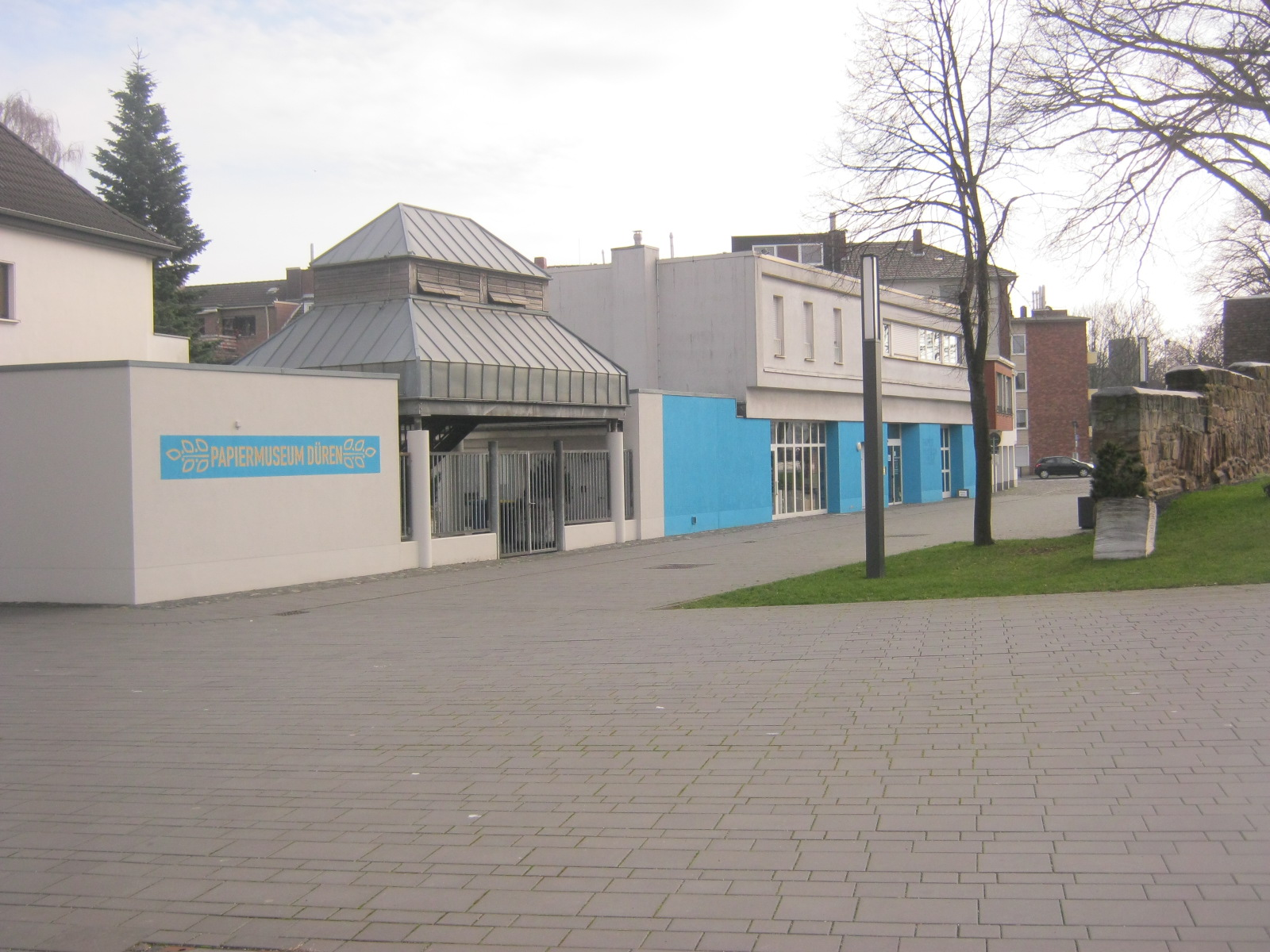
Gebäude des Museums ab der Eröffnung 1990

Auf Initiative des Gewerkschaftssekretärs Peter Viehöver, der selbst Papiermacher war, beschloss die Stadtverordnetenversammlung am 24. September 1987, in dem ehemaligen Tankstellen- und Garagenbetrieb Theodor Meisenberg hinter dem Leopold-Hoesch-Museum an der Wallstraße ein Papiermuseum einzurichten. Peter Viehöver, Alfred Hoesch, Dorothea Eimert, Max Heyder und Designer Herbert Titz richteten das erste so benannte Papiermuseum Deutschlands, in den völlig umgebauten Räumen direkt an der alten Dürener Stadtmauer ein. Es wurde im März 1990 eingeweiht. Jahre später erfolgte ein mediengerechter Umbau (eröffnet im Juni 2000) mit dem Designer Reinold Dreekes und der fachlichen Unterstützung von Alfred Hoesch, Peter Viehöver und Dorothea Eimert.
Im Papiermuseum Düren werden sowohl die traditionell-handwerkliche als auch die modern-industrielle Form der Papierherstellung präsentiert. Die Besucher erleben anschaulich den Weg über Papyrus und Pergament bis zum Material Papier, wie man es heute kennt. Papier, Karton und Pappe werden in ihrer Bedeutung für die Kulturgeschichte und unseren Alltag anhand unterschiedlichster Informationsstationen erfahrbar. Ein besonderes Erlebnis sind die regelmäßig stattfindende Führungen durch das Papiermuseum mit anschließendem Workshop. Hier entstehen aus selbst geschöpftem Papier kleine Kunstwerke oder Gebrauchsgegenstände.
Einzigartig ist das Papiermuseum Düren dadurch, dass es sich auch der Papierkunst annimmt. In der Sammlung des Hauses befinden sich 30.000 Blatt Wasserzeichen des 18. und 19. Jahrhunderts, viele perforierte Kupferstiche sowie kunstgewerbliche Objekte aus Papier. Im zweijährigen Rhythmus fand die PaperArt im Papiermuseum und im benachbarten Leopold-Hoesch-Museum statt.

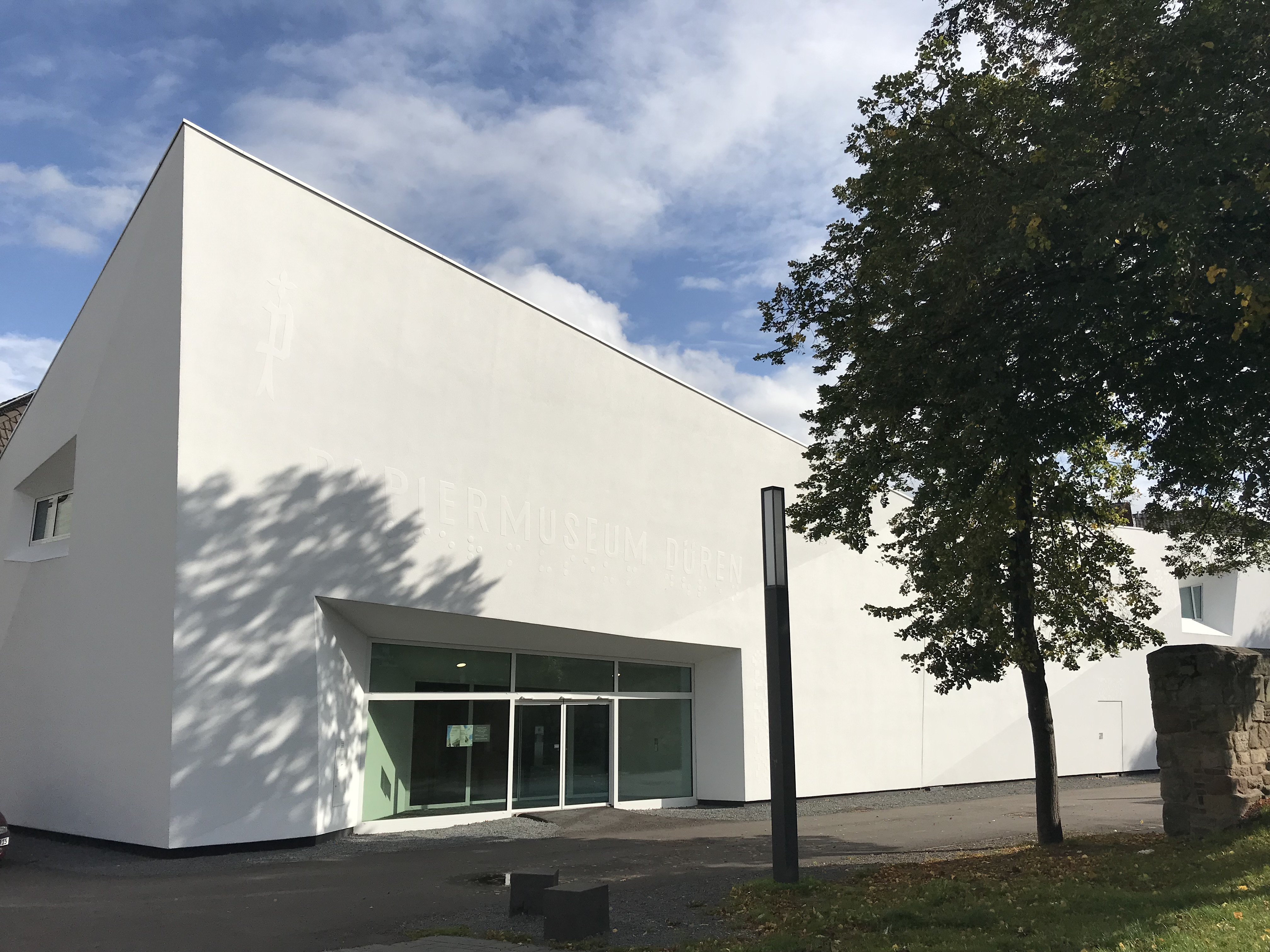
Papiermuseum Düren nach der Neugestaltung 2018 (Architekt: Klaus Hollenbeck)

Für eine Neugestaltung und einen Anbau des Papiermuseums wurde am 3. August 2016 der Grundstein gelegt. Die offizielle Einweihung erfolgte am 9. September 2018. Wie ein gefaltetes Blatt Papier erscheint das neue Papiermuseum Düren seither neben dem Leopold-Hoesch-Museum im Stadtraum Dürens. Das nach umfassender Neukonzeption und grundlegender architektonischer Erweiterung wiedereröffnete Museum widmet sich dem Werkstoff Papier, dessen Erzeugung und Verarbeitung eine jahrhundertelange Tradition in Düren hat. Das traditionelle Papierschöpfen (sonntags, 13–16 Uhr) und der Shop mit einem wohlausgewählten Sortiment aus Papierwaren runden den Museumsbesuch ab. Workshops und Kurse lassen die Teilnehmenden selbst kreativ mit dem Werkstoff Papier werden.
Nachfolgerin der Museumsleiterin Renate Goldmann wurde zum 1. August 2018 Anja Dorn.
Am 8. September 2019 feierte der Neubau des Papiermuseums Düren sein erstes Jubiläum mit einem Fest und der Eröffnung der Wechselausstellung „Leidenschaft Papier. Die Sammlung des Papiermachers und Gewerkschafters Peter Viehöver“. Diese war bis zum 16. Februar 2020 im Bereich „Künste“ zu sehen. Ab dem 7. Mai 2020 zeigte das Museum die Wechselausstellung „Holy Pictures – Andachtsbildchen als religiöse Volkskunst“ (bis 1. November 2020). Es folgte die Ausstellung „Strange Papers – Die seltensten handgeschöpften Papiere der Welt“, die vom 8. November 2020 bis zum 26. September 2021 (verlängert aufgrund der Covid-19-Pandemie) gezeigt wurde. Im Anschluss präsentierte das Papiermuseum Düren unter dem Titel „Zitruspapiere – Fashion für Orangen“ (8. Oktober 2021 – 6. Februar 2022) zahlreiche farbenfrohe Orangenpapiere, die in den letzten Jahren in Form von zwei Schenkungen ihren Weg in die Sammlung des Museums gefunden haben. Vom 6. März – 9. Oktober 2022 präsentierte das Papiermuseum in Kooperation mit dem Fachbereich Plastisches Gestalten der Technischen Universität Darmstadt die Ausstellung „BAMP! Bauen mit Papier“, die zuletzt auf der Architekturbiennale in Venedig zu sehen war. Im Zeitraum 22. Oktober 2022 – 26. Februar 2023 zeigte das Museum „Wings. Papierkunst aus der Sammlung“. Anschließend war die Gruppenausstellung „Books? Buchobjekte aus der Sammlung“ vom 11. März bis zum 5. November 2023 zu sehen. Am 24. November 2023 eröffnete das Papiermuseum Düren die Ausstellung „Springende Hirsche. katagami – Japanische Papierschablonen zur Textilfärbung“, die vom Gastkurator Walter Bruno Brix aus Köln gemeinsam mit Jutta Reich kuratiert wurde. Die Ausstellung zeigte erstmals eine Auswahl der japanischen Musterschablonen (katagami) aus den eigenen Beständen in Zusammenschau mit einigen Leihgaben. Die Ausstellung war vom 25. November 2023 bis zum 19. Mai 2024 zu sehen. Vom 2. Juli bis zum 10. November 2024 präsentierte das Museum „Just Paper – Papierkunst aus der Sammlung“. Die Ausstellung versammelte Arbeiten von Horst Antes, Puck Bramlage, Werner Buser, Enrico Castellani, Leo Erb, Marcel Floris, Jorge Luis Giacosa, Jiří Kolář, Hermann Künert, Harry van Kuyk, Jaume Rocamora, Fred Siegenthaler, Günther Uecker, Ulrich Wagner und Andreas von Weizsäcker. Anschließend wurde am 22. November 2024 die Ausstellung „Glanz und Glitter – Luxuspapiere aus der Sammlung“ im Papiermuseum bei freiem Eintritt eröffnet. Die Schau endete am Internationalen Museumstag am 18. Mai 2025. Ohne offizielle Eröffnung zeigt das Papiermuseum Düren ab dem 29. Mai die Ausstellung „ALLES SAMMLUNG – ALLES PAPIER“, die bis zum 9. November 2025 zu sehen sein wird. Die Schau versammelt zwei- und dreidimensionale Papiercollagen aus den Beständen der Dürener Museen, darunter Werke von Herbert Falken, John Gerard, Imre Kocsis, Jiri Kolar, Fred Siegenthaler, Andreas von Weizsäcker u. a.